# Harel Levy
Harel Levy (* 5. August 1978 im Kibbuz Nachschonim) ist ein ehemaliger israelischer Tennisspieler.

## Leben
Levy begann mit sieben Jahren das Tennisspielen. Seit 1992 wohnt er in Ramat haScharon. Der 1,85 m große Rechtshänder wurde 1995 Profi, obwohl er zur selben Zeit im israelischen Militär dienen musste. Bis 1999 gewann er schon einige Futures sowie je einen Challenger in Einzel und Doppel.
2000 folgte sein einziger Titel auf der ATP World Tour. In Newport mit Jonathan Erlich gewann er die Doppelkonkurrenz. Wenig später gelang ihm auch sein größter Einzelerfolg, als er beim Masters in Toronto erst im Finale an Marat Safin scheiterte. Dadurch stieg er bis auf Rang 70 der Weltrangliste. Er war der erste Israeli in einem World-Tour-Finale seit Amos Mansdorf im Jahr 1994. Im August 2000 endete sein Militärdienst. Bis Juni 2001 erreichte er ein weiteres Halbfinale in Scottsdale und das Finale in ATP Nottingham, wodurch er seine höchste Notierung mit Rang 30 erreichte.
Nach diesen erfolgreichen Jahren, die er jeweils in den Top 100 abschloss, fiel er – auch wegen einer hartnäckigen Hüftverletzung – im Einzel zurück, sodass er bis zum Ende seiner Karriere nur noch selten unter den Top 200 stand. Im Doppel war er etwas erfolgreicher: Von seinen insgesamt 22 Challenger-Titeln gewann er 18 im Doppel und konnte zudem dreimal innerhalb der Top 100 überwintern.
Bei Grand-Slam-Turnieren hatte er wenig Erfolg. Im Einzel erreichte er jeweils nur maximal die zweite Runde. Im Doppel schaffte er 2007 einmal den Sprung ins Viertelfinale in Wimbledon.
Wegen seiner Verletzung gab er am 1. März 2011 seinen Rücktritt bekannt.
Er spielte insgesamt 21 Begegnungen für die israelische Davis-Cup-Mannschaft. Mit 20:16 Siegen ist seine Bilanz im Einzel positiv, mit 3:4 Siegen im Doppel dagegen negativ. Er hatte großen Anteil am Halbfinaleinzug Israels 2009.

## Erfolge
| Legende (Anzahl der Siege)                       |
| Grand Slam                                       |
| Tennis Masters Cup ATP World Tour Finals         |
| ATP Masters Series ATP World Tour Masters 1000   |
| ATP International Series Gold ATP World Tour 500 |
| ATP International Series ATP World Tour 250 (1)  |
| ATP Challenger Tour (22)                         |

### Einzel

#### Turniersiege

##### ATP Challenger Tour
| Nr. | Datum           | Turnier       | Belag     | Finalgegner        | Ergebnis       |
| --- | --------------- | ------------- | --------- | ------------------ | -------------- |
| 1.  | 8. August 1999  | Lexington (1) | Hartplatz | Kevin Kim          | 6:4, 7:6       |
| 2.  | 2. Oktober 2005 | Tulsa         | Hartplatz | Benedikt Dorsch    | 5:7, 7:5, 7:66 |
| 3.  | 22. Juli 2007   | Manchester    | Rasen     | Travis Rettenmaier | 6:2, 6:4       |
| 4.  | 26. Juli 2009   | Lexington (2) | Hartplatz | Alex Kuznetsov     | 6:4, 4:6, 6:2  |

#### Finalteilnahmen
| Nr. | Datum         | Turnier    | Belag     | Finalgegner      | Ergebnis |
| --- | ------------- | ---------- | --------- | ---------------- | -------- |
| 1.  | 31. Juli 2000 | Toronto    | Hartplatz | Marat Safin      | 2:6, 3:6 |
| 2.  | 18. Juni 2001 | Nottingham | Rasen     | Thomas Johansson | 5:7, 3:6 |

### Doppel

#### Turniersiege

##### ATP World Tour
| Nr. | Datum         | Turnier | Belag | Partner         | Finalgegner                      | Ergebnis  |
| --- | ------------- | ------- | ----- | --------------- | -------------------------------- | --------- |
| 1.  | 10. Juli 2000 | Newport | Rasen | Jonathan Erlich | Kyle Spencer Mitch Sprengelmeyer | 7:62, 7:5 |

##### ATP Challenger Tour
| Nr. | Datum              | Turnier       | Belag         | Partner            | Finalgegner                        | Ergebnis          |
| --- | ------------------ | ------------- | ------------- | ------------------ | ---------------------------------- | ----------------- |
| 1.  | 17. September 1999 | Budapest      | Sand          | Noam Okun          | Daniel Fiala Leoš Friedl           | 6:4, 4:6, 6:2     |
| 2.  | 27. September 2003 | Grenoble      | Hartplatz (i) | Paul Baccanello    | Rik De Voest Johan Landsberg       | 5:7, 6:4, 7:65    |
| 3.  | 4. Oktober 2003    | Groningen     | Hartplatz (i) | Amir Hadad         | Fred Hemmes Raemon Sluiter         | 6:4, 6:4          |
| 4.  | 1. November 2003   | Nottingham    | Hartplatz (i) | Amir Hadad         | Scott Humphries Mark Merklein      | 6:4, 6:73, 6:3    |
| 5.  | 8. November 2003   | Bratislava    | Hartplatz (i) | Jonathan Erlich    | Mario Ančić Martín García          | 7:67, 6:3         |
| 6.  | 15. November 2003  | Dnipro        | Hartplatz (i) | Jonathan Erlich    | Simon Aspelin Johan Landsberg      | 6:4, 6:3          |
| 7.  | 4. Juni 2005       | Fürth         | Sand          | Amir Hadad         | Jan Frode Andersen Johan Landsberg | 6:1, 6:2          |
| 8.  | 8. Juli 2005       | Budaörs       | Sand          | Amir Hadad         | Adam Chadaj Stéphane Robert        | 6:4, 6:77, 6:3    |
| 9.  | 10. September 2005 | Istanbul      | Hartplatz     | Noam Okun          | David Škoch Martin Štěpánek        | 6:4, 7:5          |
| 10. | 24. Juni 2006      | Mailand       | Sand (i)      | Giorgio Galimberti | Frederico Gil Juan Albert Viloca   | 6:3, 6:3          |
| 11. | 19. August 2006    | Bronx         | Hartplatz     | Martin Lee         | Scott Lipsky David Martin          | 6:4, 7:5          |
| 12. | 14. April 2007     | Santa Clarita | Hartplatz     | Sam Warburg        | Cecil Mamiit Eric Taino            | 6:2, 6:4          |
| 13. | 9. Juni 2007       | Yuba City     | Hartplatz     | Sam Warburg        | Eric Nunez Jean-Julien Rojer       | 6:4, 6:4          |
| 14. | 16. November 2007  | Champaign     | Hartplatz (i) | Sam Warburg        | Brendan Evans Scott Lipsky         | 6:4, 6:0          |
| 15. | 23. November 2007  | Knoxville     | Hartplatz (i) | Sam Warburg        | Jamie Baker Brendan Evans          | 3:6, 6:2, [10:6]  |
| 16. | 27. April 2008     | Bermuda       | Sand          | Jim Thomas         | Chris Haggard Peter Luczak         | 6:74, 6:4, [11:9] |
| 17. | 17. Mai 2008       | Sanremo       | Sand          | Jim Thomas         | Matthias Bachinger Daniel Brands   | 6:4, 6:4          |
| 18. | 16. Mai 2009       | Izmir         | Hartplatz     | Jonathan Erlich    | Prakash Amritraj Rajeev Ram        | 6:3, 6:3          |